# Roberto Firpo
Roberto Firpo (ur. 10 maja 1884 w Las Flores, zm. 14 czerwca 1969) – argentyński pianista i kompozytor tanga argentyńskiego.
Przedstawiciel Starej Gwardii tanga. W 1903 zaczął brać lekcje muzyki. W 1907 zaczął pisać własne kompozycje i występować publicznie. Grał w Buenos Aires w Armenonville, El tambito, Palais de Glace, Bar Iglesias, L’Abbaye, Teatro Buenos Aires, Teatro Nacional, Salón San Martín oraz Colonia Italiana. Dodał piano do orkiestry tanga. Nagrał od 1 650 do 3 000 utworów. Jego znanym przebojem było tango Alma de Bohemio. Zmienił aranżację i napisał trzecią część tanga La Cumparsita (oryginalnie La Cumparista była marszem) i nagrał tę wersję jako tango.